# 郭九鼎
郭九鼎（？—？），字圣襄，广东广州府东莞县人。

## 生平
性孝順正直，领天啓七年（1627年）丁卯科广东乡荐，崇祯元年（1628年）联捷戊辰科進士，初授行人司行人，奉使谕祭楚藩，迁工科给事中。奉使册封江右两藩，转任礼科左右给事，首请改正先朝实録，不讓贤奸倒置。复請求王府之官不得摄篆，百姓不得投靠王府使役，都是別人不敢說的。巡按葛徵奇疏免粤东虚税，九鼎請求主管官員處理，粤民获苏。升任吏科都给事，请求立即考选授官，以收人材。正直敢言，声布中外。在任上去世，皇帝賜給車馬運靈還鄉。所著疏草若干卷，藏于家中。